# Klaas-Jan Huntelaar
Klaas-Jan Huntelaar (nascut el 12 d'agost de 1983 a Drempt, Gelderland) és un futbolista neerlandès ja retirat que jugava com a davanter. Huntelaar és considerat per molts entrenadors i afeccionats com un dels davanters més golejadors d'Europa. Màxim golejador de la lliga neerlandesa els anys 2006 i 2008, és cridat a ser el successor del mateix van Basten, i d'altres jugadors coneguts com a Dennis Bergkamp o Ruud van Nistelrooy.

## Trajectòria
Nascut el 1983, Huntelaar des de petit va començar a donar els seus primers passos en el v.v. H. en K. (Futbol Club Hummelo i Keppel), club de categoria infantil, fins que el 1994, arriba a formar part de les categories inferiors del De Graafschap. La seva capacitat golejadora en aquest club va despertar l'interès del poderós PSV Eindhoven, que el va adquirir perquè el llavors davanter tingués més experiència en la seva carrera. El seu únic partit en el primer equip data del 23 de novembre del 2002, substituint a Mateja Kežman, en el triomf de l'equip de la Brabant del Nord per 3-0 davant el RBC Roosendaal. No obstant això, jugava en la lliga juvenil del mateix club, però mai es va poder assentar en l'onze inicial del primer equip.
Amb un pas decebedor en el PSV, va passar posteriorment al De Graafschap, com a jugador cedit. Va estar present en 9 ocasions, i no va poder marcar ni tan sols un gol. Malgrat això, va anar novament cedit, aquesta vegada a l'AGOVV Apeldoorn, de l'Eerste Divisie, on va explotar la seva fama golejadora, marcant en 26 ocasions després de 35 partits. Malgrat aquestes xifres, el club no va poder assolir una de les posicions per a la promoció.
El 2004 es va deslligar definitivament del PSV Eindhoven, i va ser comprat pel SC Heerenveen, club que va pagar 100.000 euros per la seva fitxa. El seu moment va arribar en la temporada 2004-05. Va finalitzar com golejador de l'equip, amb 31 partits jugats i 16 gols, el que va propiciar que el club de Frísia assolís la plaça per a la Copa de la UEFA 2005-2006.
La següent seria de la seva consagració individual. En la primera ronda de la lliga va fer 17 gols després de jugar 15 partits, i a la UEFA, va jugar 4 partits, marcant dos gols. Aquestes dades van despertar l'interès de l'Ajax Amsterdam, l'equip que més cops ha guanyat la lliga, que va executar la compra del jove davanter, al desembre del 2005. L'oferta va arribar als 9,5 milions d'euros, sent el fitxatge més car en ple mercat hivernal.
L'eclosió del "caçador" a Amsterdam es va fer sentir. Va fer 16 gols en lliga, i va ser determinant en l'arribada del seu club a la final de la copa neerlandesa de futbol, que guanyaria per 2-1 al seu antic club, i campió en aquesta temporada, el PSV Eindhoven. Curiosament, Huntelaar va marcar els dos gols en la final disputada en Rotterdam en aquesta temporada. Precisament, en la competició copera, en semifinals va marcar un gol de xilena davant el Roda JC, emulant el gol que va realitzar fa molts anys el davanter Marco van Basten, jugant amb l'Ajax davant l'FC Den Bosch.
La campanya 2006-07, repetiria el mateix èxit en el torneig de copa, aconseguint el bicampionat. En canvi, la lliga se li va resistir fins al final, i no va arribar a guanyar-la, a pesar d'haver empatat a punts amb el PSV, que va tornar a adjudicar-se el títol.
El 2 de novembre del 2008 es va fer oficial el seu fitxatge pel Reial Madrid CF, amb el qual va signar un contracte fins al 30 de juny de 2013.
Amb l'arribada de Cristiano Ronaldo, Karim Benzema i Álvaro Negredo a l'equip madrileny, el jugador no entra en els plans del nou equip tècnic. No va viatjar al stage de pre-temporada del Real Madrid a Irlanda i es van buscar diverses sortides al jugador, entre elles el VfB Stuttgart, el Tottenham FC i l'Arsenal FC. El Reial Madrid va arribar a un acord amb l'Stuttgart per divuit milions d'euros més dos per variables, encara que Huntelaar no va acceptar.
El 5 d'agost va arribar a un acord amb l'AC Milan on va ser traspassat per 15 milions d'euros després de passar reconeixement mèdic. El 6 d'agost es va fer oficial el fitxatge per l'equip italià.
El 5 d'agost va arribar a un acord amb l'AC Milan on va ser traspassat per 15 milions d'euros després de passar reconeixement mèdic. El 6 d'agost es va fer oficial el fitxatge per l'equip italià.
El 31 d'agost de 2010 el Milan AC traspassa al jugador per 13 milions al Schalke 04.
El 13 de maig de 2014 va ser inclòs per l'entrenador de la selecció dels Països Baixos, Louis Van Gaal, a la llista preliminar de 30 jugadors per representar aquest país a la Copa del Món de Futbol de 2014 al Brasil. Finalment va ser confirmat en la nòmina definitiva de 23 jugadors el 31 de maig.

## Palmarès
Ajax
- 2 Lligues neerlandeses: 2018-19, 2020-21.
- 3 Copes neerlandeses: 2005-06, 2006-07, 2018-19.
- 3 Supercopes neerlandeses: 2006, 2007, 2019.

Schalke 04
- 1 Copa alemanya: 2010-11.
- 1 Supercopa alemanya: 2011.

Selecció dels Països Baixos
- 1 Campionat d'Europa sub-21: 2006.